# پاپانویی
پاپانویی (به لاتین: Papanui) یک حومه شهر در نیوزیلند است که در کنتربری، نیوزیلند واقع شده‌است. پاپانویی ۶٫۵ کیلومتر مربع مساحت و ۳٬۵۴۳ نفر جمعیت دارد.